# Accha
Accha fue un emirato bereber islámico en la cordillera del Atlas que se mantuvo independiente desde la caída de los benimarines hasta la invasión de los saaditas.